# Glattstängelige Mentzelie
Die Glattstängelige Mentzelie (Mentzelia laevicaulis) ist eine Pflanzenart aus der Gattung Mentzelia in der Familie der Blumennesselgewächse (Loasaceae).

## Merkmale
Die Glattstängelige Mentzelie ist eine zweijährige oder ausdauernde Pflanze, die Wuchshöhen von 30 bis 150 Zentimeter erreicht. Je 2 bis 3 (4) Blüten befinden sich an einem Stängel. Sie öffnen sich morgens. Die 5 Kronblätter sind hellgelb oder weiß, lanzettlich, spitz und haben eine Länge von 5 bis 8 Zentimeter.
Blütezeit ist von Juni bis Oktober.
Die Chromosomenzahl beträgt 2n = 22.

## Vorkommen
Die Glattstängelige Mentzelie kommt im Westen der USA an trockenen kiesigen und steinigen Orten vor.

## Nutzung
Die Glattstängelige Mentzelie wird selten als Zierpflanze für Freilandsukkulentenbeete genutzt.